# Język aklanon
Język aklanon (Inakeanon), także: akeanon, aklan, aklano, aklanon-bisayan, panay – język austronezyjski z grupy języków filipińskich, jeden z języków bisajskich. Według danych z 2005 r. posługuje się nim 502 tys. osób. Jego użytkownicy zamieszkują filipińską prowincję Aklan (w północnej części wyspy Panay) oraz częściowo sąsiednie prowincje Antique i Capiz.
Wykazuje pewne zróżnicowanie wewnętrzne, do czego przyczyniają się wpływy różnych języków lokalnych (tagalski, hiligaynon, kinaray-a). W aklanon występują liczne zapożyczenia z angielskiego i hiszpańskiego. Powszechna jest wielojęzyczność. Istnieje także prestiżowa odmiana aklanon (uchodząca za formę „czystą” lub „klasyczną”), która jest zarezerwowana dla pewnych sytuacji formalnych.
W latach 60. i 70. XX w. został opisany w postaci opracowań gramatycznych (1968, 1971)   i słownika (1969) . Jest wykorzystywany w edukacji; pojawia się też w audycjach radiowych i na tablicach w przestrzeni publicznej. Jest zapisywany alfabetem łacińskim.